# Violettkronennymphe
Die Violettkronennymphe (Thalurania colombica), auch Kronennymphe genannt, ist eine Vogelart aus der Familie der Kolibris.

## Beschreibung
Die Männchen der Violettkronennymphe sind ca. 10 cm groß, die Weibchen ca. 8 cm. Das Männchen ist am Kopf und Rücken schimmernd dunkelgrün gefärbt. Der Bauch und der obere Teil der Flügel sind dunkelblau glänzend gefärbt. Der lange Schnabel, die Schwanzfedern, die Stirn, die Beine und die Schultern sind schwarz.
Die Weibchen der Art sind am Kopfende bläulich grün, am Rücken ins Blaue übergehend gefärbt. Die Flügel sind blau und zum Ende hin nach Schwarz verlaufend gefärbt. Die Brust ist grau, der Bauch grün gefärbt.

## Lebensweise und Verbreitung
Die Menge der täglich aufgenommenen Nahrung – vor allem Blütennektar – entspricht ca. 50 % des Körpergewichts. Die Art kommt in den Feuchtwäldern und an Waldrändern von Mexiko bis Kolumbien und im Westen von Venezuela vor. In den kühlen Nächten fallen die Vögel zur Senkung ihres hohen Energiebedarfs in eine Art Kältestarre. Sie erreichen ihre normale Körpertemperatur wieder durch ausgiebiges Sonnenbaden am frühen Morgen.

Verbreitungsgebiet (grün) der Violettkronennymphe

## Brut
Wie alle Kolibriarten baut auch diese Art napfförmige Nester aus ineinander verflochtenen Gräsern, welche die Vögel am Ende von langen Zweigen befestigen. Weitere Einzelheiten zur Brut sind bisher nicht bekannt.

## Gefährdung
Aufgrund ihrer weiten Verbreitung stuft die IUCN diese Art als nicht gefährdet (Least Concern) ein.

## Unterarten
Bisher sind acht Unterarten anerkannt. Bis vor kurzem galt die Grünkronennymphe (Thalurania fannyi) wegen der Färbung des Oberkopfes und phylogenetischen Überlegungen als eigenständige Art. Spätere Analysen zweifeln diese Abspaltung an. Das South American Classification Committee folgt dieser Meinung und fordert weitere Forschungen zu diesem komplexen Thema.
- Thalurania colombica townsendi Ridgway, 1888[5] – Diese Unterart kommt in Guatemala, Belize und Honduras vor.
- Thalurania colombica venusta (Gould, 1851)[6] – Diese Subspezies ist von Nicaragua bis Panama verbreitet.
- Thalurania colombica colombica (Bourcier, 1843)[7] – Die Nominatform ist im Norden Kolumbiens und Nordwesten Venezuelas präsent.
- Thalurania colombica rostrifera Phelps & Phelps Jr, 1956[8] – Diese Unterart kommt nur im Nordwesten Venezuelas vor.
- Thalurania colombica fannyae (Delattre & Bourcier, 1846)[9] – Diese konspezifische Art ist von Panama bis in den Westen Kolumbiens verbreitet.
- Thalurania colombica subtropicalis Griscom, 1932[10] – Diese Unterart ist im Tal des Río Cauca und den angrenzenden Anden im westlichen zentralen Kolumbien zu finden.
- Thalurania colombica verticeps (Gould, 1851)[11] – Die Unterart ist im Südwesten Kolumbiens und dem Nordwesten Ecuadors verbreitet.
- Thalurania colombica hypochlora Gould, 1871[12] – Diese Subspezies kommt im Westen Ecuadors und Nordwesten Perus vor.

## Etymologie und Forschungsgeschichte
Jules Bourcier beschrieb die Violettkronennymphe unter dem Namen Ornismya colombica. Als Fundort nannte er Kolumbien. Erst später wurde die Art der Gattung Thalurania zugeordnet, die John Gould 1848 für eine Unterart der Schwalbennymphe (Thalurania furcata viridipectus) einführte. »Thalurania« leitet sich aus den griechischen Worten »thalos, τηαλοσ« für »Kind, Nachkomme« und »ouranos, οὐρανός« für »Himmel« ab. Das Artepitheton »colombica« steht für das Land Kolumbien, also dem Land, aus dem das Sammelstück stammte. »Venusta« leitet sich vom lateinischen Wort »venustus« für »schön, entzückend« ab. Das Wort »rostrifera« ist ein lateinisches Wortgebilde aus »rostrum« für »Schnabel« und »-fera, ferre« für »-tragend, tragen«. »Subtropicalis« bezieht sich auf die subtropische Zone nördlich der 1.435 Meter hohen Gebirgslandschaft von Pirre in der Provinz Darién im Südosten Panamas. »Verticeps« leitet sich vom lateinischen Wort »virens« (französisch: vert) für »grün« und »-ceps, caput« für »-köpfig, Kopf« ab. »Hypochlora« hat seinen Ursprung in den griechischen Worten »hupo ηθπο« für »unterhalb« und »khloros, χλωρός« für »grün-gelb«. Das Wort »fannyae« ist Frances "Fanny" Wilson geb. Stokes (1809–1891), der Frau von Edward Wilson (1808–1880) gewidmet. Schließlich ist »townsendi« Charles Haskins Townsend (1859–1944) gewidmet, der am 13. August 1887 ein männliches und am 18. Juni 1887 ein weibliches Typusexemplar am Río Segovia in Honduras gesammelt hatte.